# Danny Trejo
Danny Trejo (Los Angeles, 16 de maig de 1944) és un actor estatunidenc, conegut per les seves interpretacions de dolent i antiheroi. Les seves pel·lícules inclouen Heat (1995), Con Air (1997) i Desperado (1995, amb Robert Rodriguez). Trejo és també conegut per ser el protagonista de Machete, desenvolupat originalment per Rodríguez per a la sèrie de pel·lícules Spy Kids. Ha aparegut en programes de televisió com Breaking Bad, The X-Files, i Sons of Anarchy. També va aparèixer en la pel·lícula paròdia Delta Farce com l'assassí Carlos Santana que en la pel·lícula es confon amb el músic.

## Biografia
Dan Trejo va néixer a Echo Park, una comunitat de Los Angeles, Estats Units. És fill d'Alicia Rivera i Daniel Trejo, un obrer. És d'ascendència mexicana. Trejo és cosí segon del cineasta Robert Rodriguez, encara que tots dos no ho van saber fins a treballar junts en Desperado. Va créixer al barri de Vall de San Fernando. Durant la seva joventut, rondava els carrers prop del seu veïnat, cometent diversos delictes al costat del seu oncle i fent-se addicte a l'heroïna. D'adolescent va ser detingut en diverses ocasions.
Al carrer, Trejo va desenvolupar talent com a boxador i va considerar dedicar-se a això com a professió. Però no ho va poder dur a terme a causa d'una llarga sentència a la presó. Mentre complia la seva condemna a la Presó Estatal de San Quentin va aconseguir ser campió estatal de la presó de Califòrnia, en les categories de pes lleuger i Pes wèlter. Durant aquest període Trejo es va fer membre d'un programa d'ajuda per superar l'addicció a les drogues.
Entre 1997 i 2009 va estar casat amb Debbie Shreve, amb qui va tenir tres fills: Danny Boy (n. 1981), Gilbert (n. 1988) i Danielle (n. 1990).
Sovint ha parlat davant de grups de joves en instituts per encoratjar-los a evitar els errors que ell va cometre quan era jove.

## Carrera
Ha desenvolupat una carrera en el negoci cinematogràfic a través d'un camí poc comú. Des d'estar empresonat a ajudar els joves a lluitar contra l'addicció a les drogues, des de l'actuació a la producció; el nom, el rostre i els assoliments de Danny Trejo han estat ben reconeguts a Hollywood.
Tot va començar quan l'actor es va presentar al plató de El tren de l'infern (1985) per oferir assessorament a un home de qui havia estat ajudant. Se li va oferir immediatament un paper com a convicte.
Des de llavors, Danny ha aparegut en dotzenes de pel·lícules, entre elles Blood in Blood Out, Desperado, la trilogia de Obert fins a la matinada, Heat (1995), Six Days Seven Nights, Operació Ren i Spy Kids (2001), entre d'altres.
El 2000, Danny va fundar la seva pròpia companyia de producció, Starburst. Aquell mateix any va participar com a coproductor (al costat d'Edward Bunker) i actor en Animal Factory, dirigida per Steve Buscemi i protagonitzada per Willem Dafoe, Edward Furlong i Mickey Rourke. També va tenir papers secundaris en The Salton Sea (2001), xXx (2002), El mexicà (2003) i The Devil's Rejects en el paper d'assassí a sou.
Trejo ha aparegut també en molts programes televisius com The District, NYPD Blue (1996 i 1998), The X-Files (2000) i Resurrection Blvd. Va aparèixer en dos episodis de la sèrie de televisió Breaking Bad, fent d'un narco anomenat "Tortuga" (2009 i 2010 - 1 episodi de la 2a i 1 de la 3a temporada). A més va aparèixer en les tres últimes temporades de la sèrie de Fox Sons of Anarchy, on té el paper del cap del càrtel Galindo.
Els personatges que interpreta Trejo solen tenir noms d'armes blanques com Machete en Spy Kids, Razor Charlie i Razor Eddie en la sèrie de pel·lícules Obert fins a la matinada, Navalles en Desperado. El 2010 va protagonitzar la pel·lícula Machete, dirigida per Robert Rodriguez, on interpreta al personatge que porta el mateix nom. Originalment creat com un tràiler fals que apareixeria entre els films Planet Terror i Death Proof, Machete es va convertir en un projecte cinematogràfic dirigit per Rodríguez. El film es va estrenar el 3 de setembre de 2010. Machete és també el nom del personatge que Danny Trejo interpreta en la trilogia de Spy Kids. Trejo apareix en una sèrie de comercials de la marca Mountfield (tres en total) interpretant a Machete.
El 2011, va personificar al dolent Drayke Salgado, en la pel·lícula d'acció Recoil, protagonitzada per l'ex lluitador de lluita lliure estatunidenca Steve Austin.
Va participar en els videoclips musicals de les cançons "Repentless" i "Pride In Prejudice" de la banda Slayer.
En el videojoc Call of Duty: Black Ops apareix com un dels personatges principals amb el seu mateix nom en el mapa del DLC Escalation: "Call of the Dead" de la manera Zombies. En Grand Theft Acte Vice City i Grand Theft Auto: Vice City dobla al cap de la màfia cubana Umberto Robina. En Fallout New Vegas dobla al necròfag Raul Tejada. També forma part del videojoc Def Jam Fight for NY amb el seu personatge propi.

## Filmografia

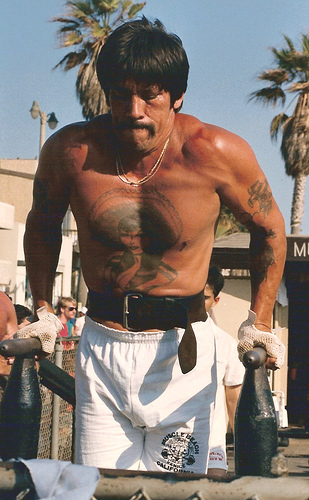
Danny Trejo a Muscle Beach.

- El tren de l'infern (Runaway Train) (1985)
- Lock Up (1989)
- 12.01 (1993)
- Blood in Blood Out (1993)
- Doppelganger (1993)
- Desperado (1995)
- Heat (1995)
- The Stranger (1995)
- Obert fins al clarejar (1996)
- The Jaguar (1996)
- Amb Air (1997)
- Anaconda (1997)
- Assassins de reemplaçament (1998)
- Sis dies i set nits (1998)
- Point Blank (1998)
- From Dusk till Dawn 3: The Hangman's Daughter (1999)
- From Dusk Till Dawn 2: Texas Blood Money (1999)
- Van Damme's Inferno (1999)
- Animal Factory (2000)
- Operació Ren (Reindeer Games) (2000)
- Bubble Boy (2001)
- Spy Kids (2001)
- The Salton Sigui (2002)
- Spy Kids 2: The Island of Lost Dreams (2002)
- Grand Theft Acte Vice City (2002)
- 13 Moons (2002)
- xXx (2003)
- El mexicà (Once Upon a Time in Mexico) (2003)
- Spy Kids 3-D: Game Over (2003)
- Anchorman: The Legend of Ron Burgundy (2004)
- Els renegats del diable (The Devil's Rejects) (2005)
- The Crow: Wicked Player (2005)
- Grand Theft Acte Vice City Stories (2006)
- Sherrybaby (2006)
- High Hopes (2006)
- Smiley Face (2007)
- Grindhouse (2007)
- El Tigre: les aventures de Manny Rivera (sèrie, 2007)
- Halloween (2007)
- Ricard III (2007)
- Fanboys (2008)
- We Gotta Get Buscemi (2009)
- Breaking Bad (2009)
- Saint John of Las Vegas (2009)
- Predators (2010)
- Call of Duty: Black Ops (2010)
- Machete (2010)
- Recoil (2011)
- Spy Kids 4: All the time in the World (2011) - Cameo
- Dead in Tombstone (2011)
- A Very Harold & Kumar 3D Christmas (2011)
- Cameo com a bisbe de l'Església catòlica en la sèrie televisiva Bones (2011)
- Sons of Anarchy (2011)
- Death Race 2 (2011)
- House of the Rising Sun (2011)
- Mànec Baixet (2012)
- Rise of the Zombies (2012)
- Escola embruixada (2012)
- Bad Ass (2012)
- The Contractor (2013)
- Matxet Kills (2013)
- Mort en Tombstone (2013)
- Death Race 3: Inferno (2013)
- In The Blood: Venjança (2014)
- Vengeance (2014)
- Muppets 2: Els més buscats (2014)
- Bad Ass 2: Bad Asses (2014)
- From Dusk till Dawn: The Sèries (2015)
- The Ridiculous 6 (2015)
- No Way Out (2015)
- Cyborg X (2015)
- Bad Ass 3 (2015)
- Storks (2016)
- Brooklyn Nine-Nine (2017)
- The Flash (2017)
- Rick and Morty (2017)
- Mostly Ghostly 3 (2017)
- Dora and the Lost City of Gold (2019)